# Bình linh xoan
Bình linh xoan (danh pháp hai phần: Vitex rotundifolia) hay quan âm biển, từ bi biển, mạn kinh lá đơn, là một loài thực vật có hoa trong Họ Hoa môi (Lamiaceae). Loài này được Carl Linnaeus the Younger miêu tả khoa học đầu tiên năm 1872. Bình linh xoan được tìm thấy ở các bờ biển thuộc Thái Bình Dương, trãi dài từ miền đông Ấn Độ đến Hawaii và từ Hàn Quốc đến Australia. Ở Việt Nam, cây được phân bố trên các đồi cát ven biển từ Bắc đến Nam. Gần đây, loài này đã được du nhập vào các tiểu bang đông nam Hoa Kỳ và khu vực vịnh Mexico, và đã trở thành loài xâm lấn ở những khu vực này do sự phát triển nhanh chóng của chúng. Trong y học dân gian, lá và quả bình linh xoan được sử dụng để điều trị cảm, nhức đầu, đau mắt, quáng gà, mắt đỏ, tê thấp, đau cơ, đau dây thần kinh, răng lợi sưng đau; rễ bình linh xoan được dùng để chữa đau gân.

## Mô tả
Bình linh xoan thuộc cây thân bụi, mọc sà trên mặt đất, cao từ 0.5 đến 1 mét, và có thể cao đến 1.5 mét.